# Albert Dalimier

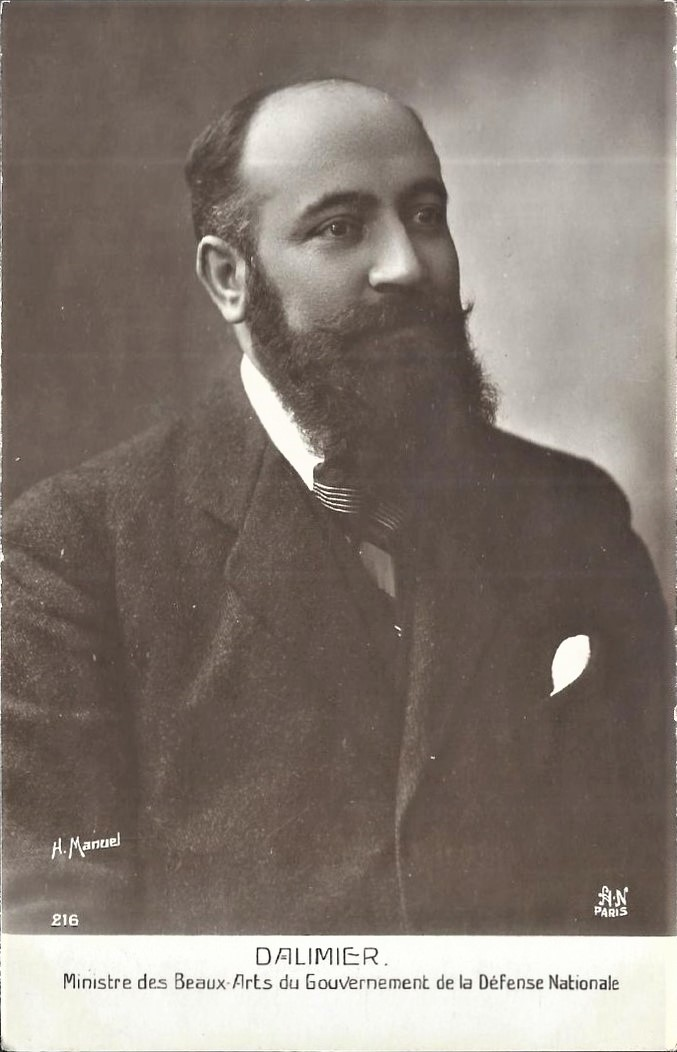
Albert Dalimier (1914)

Albert François Marie Dalimier (* 20. Februar 1875 in Bordeaux, Département Gironde; † 6. Mai 1936 in Neuilly-sur-Seine, Département Seine) war ein französischer Politiker der Parti républicain, radical et radical-socialiste (PRRS), der von 1906 bis 1919 sowie erneut zwischen 1924 und 1936 Mitglied der Nationalversammlung war. In den 1930er Jahren bekleidete er zahlreiche Ministerämter in verschiedenen Kabinetten und war zudem 1933 kurzzeitig Vize-Premierminister. Im Zuge der Stavisky-Affäre trat er am 9. Januar 1934 als Kolonialminister zurück.

## Leben

### Rechtsanwalt, Mitglied der Nationalversammlung und Unterstaatssekretär
Albert François Marie Dalimier begann nach dem Besuch des Lycée de Marseille, des Lycée de Vanves sowie des Lycée Buffon in Paris, dessen Rektor sein Vater war, ein Studium der Rechtswissenschaften und schloss dieses 1896 mit einem Lizenziat ab. Nach einer kurzen Tätigkeit als Rechtsanwalt war er zwischen Juli 1898 und Januar 1905 Sekretär von Léon Mougeot, der von Juli 1898 und Juni 1902 zunächst Unterstaatssekretär für Post und Telegrafie sowie im Anschluss zwischen Juni 1902 und Januar 1905 Landwirtschaftsminister war. Daneben war er zwischen 1898 und 1905 Attaché im fünften Kabinett Dupuy, im Kabinett Waldeck-Rousseau sowie im Kabinett Combes. Als Rechtsanwalt befasste er sich sowohl mit Straf- als auch mit Zivilrechtsverfahren.
Am 6. Mai 1906 wurde Dalimier für die Parti républicain, radical et radical-socialiste (PRRS) erstmals zum Mitglied der Nationalversammlung (Assemblée nationale) gewählt und vertrat in dieser nach seinen Wiederwahlen am 24. April 1910 und am 10. Mai 1914 bis zum 7. Dezember 1919 das Département Seine-et-Oise. Er war zeitweise zwischen 1909 und 1914 Sekretär der Nationalversammlung und gehörte zudem zwischen 1914 und 1932 als Mitglied dem Generalrat (Conseil général) des Département Seine-et-Oise an. Zeitweise war er dessen Erster Vizepräsident und Generalberichterstatter für den Haushalt dieses Département. Sein erstes Regierungsamt bekleidete er zwischen dem 14. Juni 1914 und dem 16. November 1917 als Unterstaatssekretär für schöne Künste (Sous-Secrétaire d'Etat aux Beaux-Arts).

### Wiederwahl in die Nationalversammlung, Minister und Stavisky-Affäre

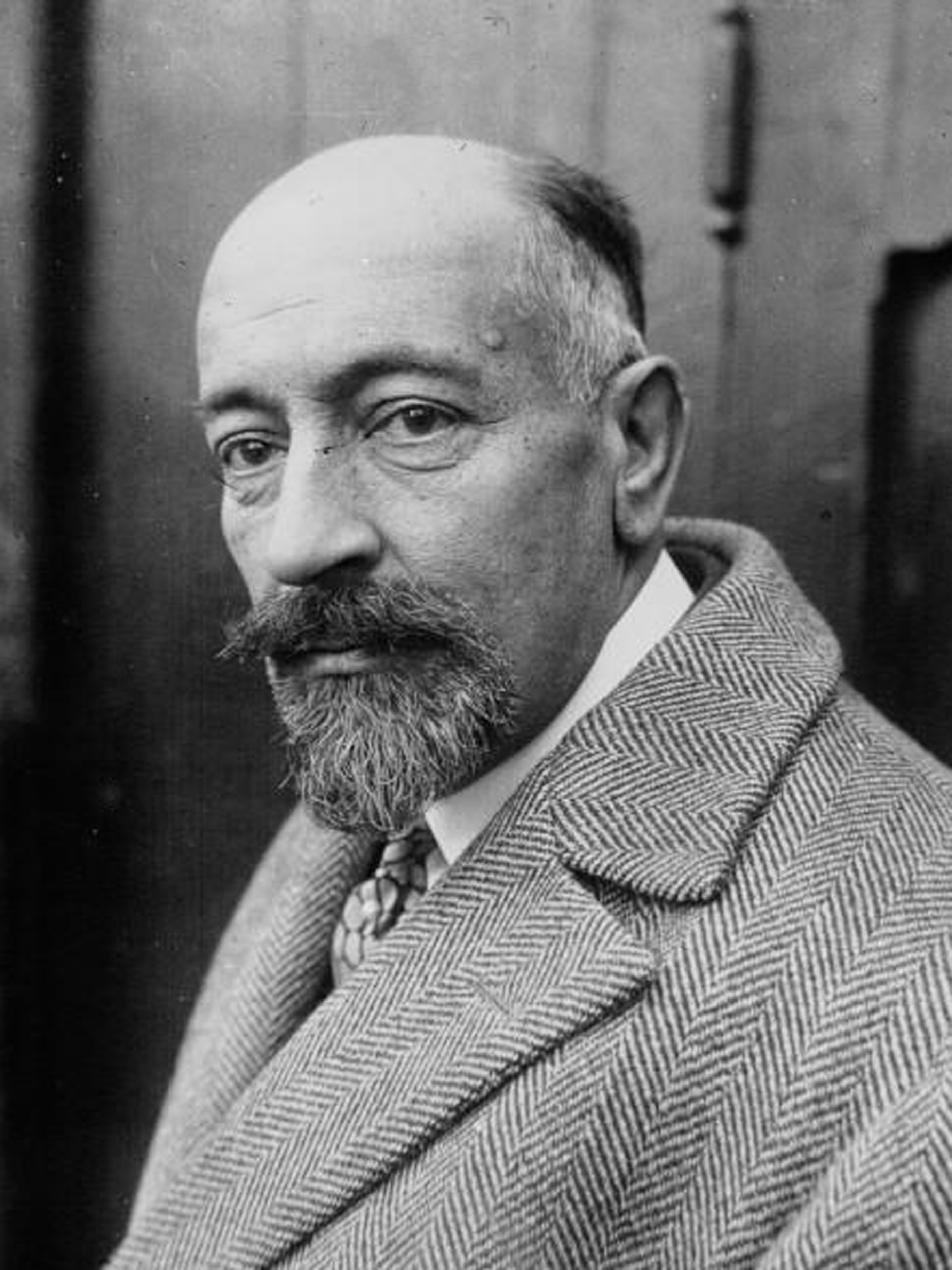
Albert Dalimier (1928)

Am 11. Mai 1924 wurde Albert Dalimier für die PRRS wieder zum Mitglied der Nationalversammlung gewählt und vertrat nach seinen Wiederwahlen am 29. April 1928 sowie am 1. Mai 1932 bis zum 6. Mai 1936 abermals das DépartementSeine-et-Oise. Am 12. Januar 1932 wurde er zum Vizepräsidenten der Nationalversammlung gewählt. Wenige Monate später wurde er am 3. Juni 1932 als Minister für Arbeit und Sozialversicherungsleistungen (Ministre du Travail et de la Prévoyance sociale) in das dritte Kabinett Herriot berufen und gehörte diesem bis zum 18. Dezember 1932 an. Das Amt als Minister für Arbeit und Sozialversicherungsleistungen hatte er zwischen dem 18. Dezember 1932 und dem 31. Januar 1933 auch im Kabinett Paul-Boncour inne. Im Zuge einer Regierungsumbildung wurde er am 6. Dezember 1933 Nachfolger von Albert Sarraut als Kolonialminister (Ministre des Colonies) im ersten Kabinett Daladier und gehörte diesem bis zum 26. Oktober 1933 an.
Im darauf folgenden ersten Kabinett Sarraut übernahm er am 26. Oktober 1933 die Posten als Vize-Premierminister (Vice-Président du Conseil) sowie als Justizminister (Ministre de la Justice) und bekleidete diese Ämter bis zum 26. November 1933. Zuletzt wurde er anschließend am 26. November 1933 im zweiten Kabinett Chautemps wieder Kolonialminister. Am 9. Januar 1934 trat er von diesem Ministeramt im Zuge der Stavisky-Affäre zurück, weil er Kassenanweisungen von Alexandre Stavisky, einem Betrüger jüdisch-ukrainischer Herkunft, als sichere Kapitalanlage empfohlen hatte. Sein Nachfolger als Kolonialminister wurde daraufhin der bisherige Minister für Arbeit und Sozialversicherungsleistungen Lucien Lamoureux. Am 13. Mai 1934 wurde er aus der PRRS ausgeschlossen. Er legte sein Mandat jedoch nicht nieder, wobei seine parlamentarische Tätigkeit allerdings nun vorbei war. Bei den Parlamentswahlen 3. Mai 1936 stellte er sich nicht zur Wiederwahl und verstarb kurz darauf starb am 6. Mai 1936 im Alter von 61 Jahren in Neuilly-sur-Seine. Für seine Verdienste erhielt er unter anderem das Offizierskreuz des Ordre des Palmes Académiques, das Ritterkreuz des Nischan el Iftikhar sowie den Ordre du Mérite agricole.
Nach seinem Tode wurde er auf dem Cimetière des Batignolles im 17. Pariser Arrondissement bestattet.